# U-20-Handball-Weltmeisterschaft der Frauen 2022
Die 23. U-20-Handball-Weltmeisterschaft der Frauen wurde vom 22. Juni bis zum 3. Juli 2022 in Slowenien ausgetragen. Veranstalter war die Internationale Handballföderation (IHF). Weltmeister wurde Norwegen nach einem 31:29-Sieg im Finale gegen Ungarn.

## Qualifikation
| Qualifiziert als/durch               | Mannschaft |
| ------------------------------------ | --- |
| Gastgeber                            | Slowenien |
| U-19-Europameisterschaft 2021        | Ungarn Russland1 Frankreich Schweden Rumänien Dänemark Kroatien Deutschland Norwegen Tschechien Schweiz Slowakei |
| Europäische-Qualifikation            | Österreich Niederlande Montenegro Polen                                                                          |
| Juniorinnen-Afrikameisterschaft 2022 | Angola Ägypten Tunesien Guinea                                                                                   |
| Juniorinnen-Asienmeisterschaft 2022  | Indien Iran |
| zusätzliche asiatische Startplätze   | Südkorea Japan Kasachstan                                                                                        |
| Juniorinnen-SCAHC-Meisterschaft 2022 | Argentinien Brasilien Chile Paraguay                                                                             |
| Juniorinnen-NACHC-Meisterschaft 2022 | Mexiko Vereinigte Staaten                                                                                        |

1 Russland wurde aufgrund des Überfalls der Ukraine vom Wettbewerb ausgeschlossen

## Auslosung
Die Auslosung fand am 13. April 2022 im Hotel Evropa in Celje statt. Die insgesamt 32 Mannschaften wurde im Vorfelde wie folgt auf vier Lostöpfe aufgeteilt:
| Lostopf 1                                                                | Lostopf 2                                                             | Lostopf 3                                                                 | Lostopf 4                                                                     |
| ------------------------------------------------------------------------ | --------------------------------------------------------------------- | ------------------------------------------------------------------------- | ----------------------------------------------------------------------------- |
| Ungarn Frankreich Indien Schweden Rumänien Dänemark Kroatien Deutschland | Norwegen Tschechien Argentinien Schweiz Slowakei Slowenien Iran Polen | Niederlande Montenegro Angola Brasilien Kasachstan Chile Ägypten Tunesien | Südkorea Japan Paraguay Guinea Mexiko Vereinigte Staaten Österreich Wild Card |

Die Auslosung wurde von Per Bertelsen, Anja Frešer und Janko Požežnik durchgeführt. Anfangs wurden die Mannschaften der Lostöpfe 1, 3 und 4 einer von acht Gruppe zugelost. Anschließend hatte Slowenien als Gastgeber das Vorrecht, sich selbst einer Gruppe zuzuteilen. Nachdem die restlichen Mannschaften des Lostopfes 2 einer Gruppe zugelost wurden, ergab sich folgende Einteilung:
| Gruppe A                          | Gruppe B                      | Gruppe C                                  | Gruppe D                               |
| --------------------------------- | ----------------------------- | ----------------------------------------- | -------------------------------------- |
| Indien Slowakei Niederlande Japan | Schweden Iran Tunesien Guinea | Dänemark Argentinien Montenegro Wild Card | Frankreich Norwegen Brasilien Südkorea |

| Gruppe E                            | Gruppe F                           | Gruppe G                               | Gruppe H                                |
| ----------------------------------- | ---------------------------------- | -------------------------------------- | --------------------------------------- |
| Rumänien Tschechien Angola Paraguay | Deutschland Slowenien Chile Mexiko | Kroatien Schweiz Kasachstan Österreich | Ungarn Polen Ägypten Vereinigte Staaten |

Die Wild Card, die an einem späteren Zeitpunkt vergeben wurde, erhielt Italien. Weiterhin zog Paraguay nach der Auslosung seine Teilnahme an der U-20-Weltmeisterschaft zurück. Da die beiden Ersatzmannschaften Uruguay und Guatemala einer Teilnahme nicht zusagen konnten, fiel die Entscheidung über die Vergabe des freien Startplatzes satzungsgemäß an das IHF-Exekutivkomitee, welches sich für Litauen entschied.

## Vorrunde
Die Mannschaften einer Vorrundengruppe spielten jeweils einmal gegeneinander. Die Gruppenersten und Gruppenzweiten qualifizierten sich für die Hauptrunde, während die restlichen Mannschaften am President’s Cup teilnahmen.
Mit den erspielten Punkten wurde die Platzierung ermittelt. Bei Punktgleichheit von mehreren Mannschaften war erst der direkte Vergleich für die Platzierung ausschlaggebend, dann die Tordifferenz. Sofern diese ebenfalls identisch war, wurde die Anzahl der erzielten Tore zur Ermittlung der Platzierung herangezogen.
Legende

### Gruppe A
| Pl. | Land        | Sp. | S | U | N | Tore     | Diff. | Punkte |
| --- | ----------- | --- | - | - | - | -------- | ----- | ------ |
| 1.  | Niederlande | 3   | 2 | 1 | 0 | 0105:740 | +31   | 5      |
| 2.  | Japan       | 3   | 2 | 0 | 1 | 0100:710 | +29   | 4      |
| 3.  | Slowakei    | 3   | 1 | 1 | 1 | 0103:680 | +35   | 3      |
| 4.  | Indien      | 3   | 0 | 0 | 3 | 052:1470 | −95   | 0      |

| 22. Juni 2022 14:30 Uhr | Slowakei                           | 17:29        | Japan                        | Zlatorog Arena, Celje Zuschauer: 150 Schiedsrichter: Mikelić, Parađina |
| 22. Juni 2022 14:30 Uhr | meiste Tore: Diana Mária Vargová 6 | (11:12)      | meiste Tore: Sora Ishikawa 6 | Zlatorog Arena, Celje Zuschauer: 150 Schiedsrichter: Mikelić, Parađina |
| 22. Juni 2022 14:30 Uhr | Strafen: 1× 4×                     | Spielbericht | Strafen: 1× 4×               | Zlatorog Arena, Celje Zuschauer: 150 Schiedsrichter: Mikelić, Parađina |

| 22. Juni 2022 20:30 Uhr | Indien                        | 18:46        | Niederlande                   | Dvorana Tri lilije, Laško Schiedsrichter: Almawt, Marhoon |
| 22. Juni 2022 20:30 Uhr | meiste Tore: Bhawana Sharma 9 | (10:23)      | meiste Tore: Romé Steverink 9 | Dvorana Tri lilije, Laško Schiedsrichter: Almawt, Marhoon |
| 22. Juni 2022 20:30 Uhr | Strafen: 3×                   | Spielbericht | Strafen: 5×                   | Dvorana Tri lilije, Laško Schiedsrichter: Almawt, Marhoon |

| 23. Juni 2022 18:30 Uhr | Slowakei                      | 27:27        | Niederlande                  | Zlatorog Arena, Celje Zuschauer: 200 Schiedsrichter: Sosa, Lemes |
| 23. Juni 2022 18:30 Uhr | meiste Tore: Olívia Ščípová 7 | (13:14)      | meiste Tore: Kim Molenaar 12 | Zlatorog Arena, Celje Zuschauer: 200 Schiedsrichter: Sosa, Lemes |
| 23. Juni 2022 18:30 Uhr | Strafen: 1× 7× 1×             | Spielbericht | Strafen: 5×                  | Zlatorog Arena, Celje Zuschauer: 200 Schiedsrichter: Sosa, Lemes |

| 23. Juni 2022 20:30 Uhr | Japan                      | 42:22        | Indien                        | Zlatorog Arena, Celje Zuschauer: 20 Schiedsrichter: Conberse, Correa |
| 23. Juni 2022 20:30 Uhr | meiste Tore: Kotomi Kita 7 | (17:12)      | meiste Tore: Bhawana Sharma 7 | Zlatorog Arena, Celje Zuschauer: 20 Schiedsrichter: Conberse, Correa |
| 23. Juni 2022 20:30 Uhr | Strafen: 4×                | Spielbericht | Strafen: 1×                   | Zlatorog Arena, Celje Zuschauer: 20 Schiedsrichter: Conberse, Correa |

| 25. Juni 2022 12:30 Uhr | Indien                                   | 12:59        | Slowakei                          | Zlatorog Arena, Celje Zuschauer: 100 Schiedsrichter: al-Zayyat, Awwad |
| 25. Juni 2022 12:30 Uhr | meiste Tore: Bhawana Sharma, Monika je 5 | (4:29)       | meiste Tore: Viktória Györiová 16 | Zlatorog Arena, Celje Zuschauer: 100 Schiedsrichter: al-Zayyat, Awwad |
| 25. Juni 2022 12:30 Uhr | Strafen: 2×                              | Spielbericht | Strafen: 2×                       | Zlatorog Arena, Celje Zuschauer: 100 Schiedsrichter: al-Zayyat, Awwad |

| 25. Juni 2022 20:30 Uhr | Niederlande                  | 32:29        | Japan                        | Zlatorog Arena, Celje Schiedsrichter: Sekulić, Jovandić |
| 25. Juni 2022 20:30 Uhr | meiste Tore: Kim Molenaar 10 | (16:16)      | meiste Tore: Sora Ishikawa 7 | Zlatorog Arena, Celje Schiedsrichter: Sekulić, Jovandić |
| 25. Juni 2022 20:30 Uhr | Strafen: 14×                 | Spielbericht | Strafen: 1× 5×               | Zlatorog Arena, Celje Schiedsrichter: Sekulić, Jovandić |

### Gruppe B
| Pl. | Land     | Sp. | S | U | N | Tore     | Diff. | Punkte |
| --- | -------- | --- | - | - | - | -------- | ----- | ------ |
| 1.  | Schweden | 3   | 3 | 0 | 0 | 0108:540 | +54   | 6      |
| 2.  | Tunesien | 3   | 2 | 0 | 1 | 089:800  | +9    | 4      |
| 3.  | Iran     | 3   | 0 | 1 | 2 | 058:810  | −23   | 1      |
| 4.  | Guinea   | 3   | 0 | 1 | 2 | 057:970  | −40   | 1      |

| 22. Juni 2022 12:30 Uhr | Iran                           | 19:19        | Guinea                     | Dvorana Tri lilije, Laško Schiedsrichter: Praštalo, Balvan |
| 22. Juni 2022 12:30 Uhr | meiste Tore: Fatemeh Merikhi 6 | (7:9)        | meiste Tore: Yarie Sylla 5 | Dvorana Tri lilije, Laško Schiedsrichter: Praštalo, Balvan |
| 22. Juni 2022 12:30 Uhr | Strafen: 4×                    | Spielbericht | Strafen: 1× 6×             | Dvorana Tri lilije, Laško Schiedsrichter: Praštalo, Balvan |

| 22. Juni 2022 16:30 Uhr | Schweden                        | 32:25        | Tunesien                                       | Zlatorog Arena, Celje Zuschauer: 150 Schiedsrichter: A. Covalciuc, I. Covalciuc |
| 22. Juni 2022 16:30 Uhr | meiste Tore: Charité Mumbongo 7 | (15:12)      | meiste Tore: Amal Jenzeri, Anwar Ouertani je 5 | Zlatorog Arena, Celje Zuschauer: 150 Schiedsrichter: A. Covalciuc, I. Covalciuc |
| 22. Juni 2022 16:30 Uhr | Strafen: 1× 3×                  | Spielbericht | Strafen: 2× 1×                                 | Zlatorog Arena, Celje Zuschauer: 150 Schiedsrichter: A. Covalciuc, I. Covalciuc |

| 23. Juni 2022 14:30 Uhr | Iran                           | 24:29        | Tunesien                    | Zlatorog Arena, Celje Zuschauer: 100 Schiedsrichter: Lee E., Lee G. |
| 23. Juni 2022 14:30 Uhr | meiste Tore: Fatemeh Merikhi 9 | (11:15)      | meiste Tore: Nihed Limem 10 | Zlatorog Arena, Celje Zuschauer: 100 Schiedsrichter: Lee E., Lee G. |
| 23. Juni 2022 14:30 Uhr | Strafen: 1× 4×                 | Spielbericht | Strafen: 4×                 | Zlatorog Arena, Celje Zuschauer: 100 Schiedsrichter: Lee E., Lee G. |

| 23. Juni 2022 16:30 Uhr | Guinea                                                     | 14:43        | Schweden                       | Zlatorog Arena, Celje Zuschauer: 100 Schiedsrichter: al-Zayyat, Awwad |
| 23. Juni 2022 16:30 Uhr | meiste Tore: Sia Céline Tolno, Fatoumata Binta Diallo je 3 | (7:17)       | meiste Tore: Johanna Östblom 7 | Zlatorog Arena, Celje Zuschauer: 100 Schiedsrichter: al-Zayyat, Awwad |
| 23. Juni 2022 16:30 Uhr | Strafen: 3×                                                | Spielbericht | Strafen: 4×                    | Zlatorog Arena, Celje Zuschauer: 100 Schiedsrichter: al-Zayyat, Awwad |

| 25. Juni 2022 12:30 Uhr | Tunesien                   | 35:24        | Guinea                           | Dvorana Tri lilije, Laško Zuschauer: 60 Schiedsrichter: Sosa, Lemes |
| 25. Juni 2022 12:30 Uhr | meiste Tore: Nihed Limem 7 | (17:10)      | meiste Tore: 3 Spielerinnen je 4 | Dvorana Tri lilije, Laško Zuschauer: 60 Schiedsrichter: Sosa, Lemes |
| 25. Juni 2022 12:30 Uhr | Strafen: 1× 3×             | Spielbericht | Strafen: 1× 4×                   | Dvorana Tri lilije, Laško Zuschauer: 60 Schiedsrichter: Sosa, Lemes |

| 25. Juni 2022 16:30 Uhr | Schweden                                | 33:15        | Iran                             | Zlatorog Arena, Celje Schiedsrichter: B. Correa, R. Correa |
| 25. Juni 2022 16:30 Uhr | meiste Tore: Clara Petersson Bergsten 7 | (15:7)       | meiste Tore: Negar Zendehboudi 5 | Zlatorog Arena, Celje Schiedsrichter: B. Correa, R. Correa |
| 25. Juni 2022 16:30 Uhr | Strafen: 2×                             | Spielbericht | Strafen: 4×                      | Zlatorog Arena, Celje Schiedsrichter: B. Correa, R. Correa |

### Gruppe C
| Pl. | Land        | Sp. | S | U | N | Tore    | Diff. | Punkte |
| --- | ----------- | --- | - | - | - | ------- | ----- | ------ |
| 1.  | Dänemark    | 3   | 3 | 0 | 0 | 088:680 | +20   | 6      |
| 2.  | Montenegro  | 3   | 2 | 0 | 1 | 080:660 | +14   | 4      |
| 3.  | Argentinien | 3   | 1 | 0 | 2 | 067:840 | −17   | 2      |
| 4.  | Italien     | 3   | 0 | 0 | 3 | 068:850 | −17   | 0      |

| 22. Juni 2022 18:30 Uhr | Argentinien                     | 25:20        | Italien                                                                   | Dvorana Tri lilije, Laško Schiedsrichter: Mahmoud, Elbeltagy |
| 22. Juni 2022 18:30 Uhr | meiste Tore: Berenice Frelier 6 | (11:8)       | meiste Tore: Osarosemwen Bevelyn Eghianruwa, Ramona Vesna Manojlovic je 3 | Dvorana Tri lilije, Laško Schiedsrichter: Mahmoud, Elbeltagy |
| 22. Juni 2022 18:30 Uhr | Strafen: 8×                     | Spielbericht | Strafen: 1× 3× 1×                                                         | Dvorana Tri lilije, Laško Schiedsrichter: Mahmoud, Elbeltagy |

| 22. Juni 2022 18:30 Uhr | Dänemark                            | 24:20        | Montenegro                                 | Zlatorog Arena, Celje Schiedsrichter: H. Elsaied, Y. Elsaied |
| 22. Juni 2022 18:30 Uhr | meiste Tore: Maria Berger Wierzba 7 | (12:11)      | meiste Tore: Nađa Kadović, Sara Gugač je 5 | Zlatorog Arena, Celje Schiedsrichter: H. Elsaied, Y. Elsaied |
| 22. Juni 2022 18:30 Uhr | Strafen: 3×                         | Spielbericht | Strafen: 2× 4×                             | Zlatorog Arena, Celje Schiedsrichter: H. Elsaied, Y. Elsaied |

| 23. Juni 2022 14:30 Uhr | Argentinien                      | 20:31        | Montenegro                   | Dvorana Golovec, Celje Zuschauer: 50 Schiedsrichter: Braseth, Sundet |
| 23. Juni 2022 14:30 Uhr | meiste Tore: Sofía Rivadeneira 5 | (10:11)      | meiste Tore: Nađa Kadović 10 | Dvorana Golovec, Celje Zuschauer: 50 Schiedsrichter: Braseth, Sundet |
| 23. Juni 2022 14:30 Uhr | Strafen: 2×                      | Spielbericht | Strafen: 6× 1×               | Dvorana Golovec, Celje Zuschauer: 50 Schiedsrichter: Braseth, Sundet |

| 23. Juni 2022 18:30 Uhr | Italien                     | 26:31        | Dänemark                            | Dvorana Golovec, Celje Zuschauer: 50 Schiedsrichter: Almawt, Marhoon |
| 23. Juni 2022 18:30 Uhr | meiste Tore: Giulia Fabbo 7 | (16:19)      | meiste Tore: Maria Berger Wierzba 6 | Dvorana Golovec, Celje Zuschauer: 50 Schiedsrichter: Almawt, Marhoon |
| 23. Juni 2022 18:30 Uhr | Strafen: 2×                 | Spielbericht | Strafen: 1× 3×                      | Dvorana Golovec, Celje Zuschauer: 50 Schiedsrichter: Almawt, Marhoon |

| 25. Juni 2022 14:30 Uhr | Montenegro                                          | 29:22        | Italien                                       | Dvorana Tri lilije, Laško Schiedsrichter: Faraj, Taqi |
| 25. Juni 2022 14:30 Uhr | meiste Tore: Anastasija Marsenić, Nađa Kadović je 6 | (13:11)      | meiste Tore: Osarosemwen Bevelyn Eghianruwa 8 | Dvorana Tri lilije, Laško Schiedsrichter: Faraj, Taqi |
| 25. Juni 2022 14:30 Uhr | Strafen: 3×                                         | Spielbericht | Strafen: 1×                                   | Dvorana Tri lilije, Laško Schiedsrichter: Faraj, Taqi |

| 25. Juni 2022 18:30 Uhr | Dänemark                                                      | 33:22        | Argentinien | Zlatorog Arena, Celje Schiedsrichter: Bolic, Hurich |
| 25. Juni 2022 18:30 Uhr | meiste Tore: Maria Berger Wierzba, Thea Hamann Rasmussen je 6 | (19:12)      |             | Zlatorog Arena, Celje Schiedsrichter: Bolic, Hurich |
| 25. Juni 2022 18:30 Uhr | Strafen: 5×                                                   | Spielbericht | Strafen: 1× | Zlatorog Arena, Celje Schiedsrichter: Bolic, Hurich |

### Gruppe D
| Pl. | Land       | Sp. | S | U | N | Tore     | Diff. | Punkte |
| --- | ---------- | --- | - | - | - | -------- | ----- | ------ |
| 1.  | Frankreich | 3   | 2 | 1 | 0 | 0104:730 | +31   | 5      |
| 2.  | Norwegen   | 3   | 2 | 1 | 0 | 092:800  | +12   | 5      |
| 3.  | Südkorea   | 3   | 1 | 0 | 2 | 071:820  | −11   | 2      |
| 4.  | Brasilien  | 3   | 0 | 0 | 3 | 064:970  | −33   | 0      |

| 22. Juni 2022 15:30 Uhr | Norwegen                              | 26:22        | Südkorea                    | Dvorana Golovec, Celje Zuschauer: 100 Schiedsrichter: Sekulić, Jovandić |
| 22. Juni 2022 15:30 Uhr | meiste Tore: Frida Brandbu Andersen 5 | (13:11)      | meiste Tore: Lee Won-jung 6 | Dvorana Golovec, Celje Zuschauer: 100 Schiedsrichter: Sekulić, Jovandić |
| 22. Juni 2022 15:30 Uhr | Strafen: 1× 7×                        | Spielbericht | Strafen: 5×                 | Dvorana Golovec, Celje Zuschauer: 100 Schiedsrichter: Sekulić, Jovandić |

| 22. Juni 2022 20:30 Uhr | Frankreich                     | 37:18        | Brasilien                   | Dvorana Golovec, Celje Zuschauer: 50 Schiedsrichter: Bolic, Hurich |
| 22. Juni 2022 20:30 Uhr | meiste Tore: Kiara Tshimanga 7 | (20:9)       | meiste Tore: Luara Bastos 5 | Dvorana Golovec, Celje Zuschauer: 50 Schiedsrichter: Bolic, Hurich |
| 22. Juni 2022 20:30 Uhr | Strafen: 1×                    | Spielbericht | Strafen: 3×                 | Dvorana Golovec, Celje Zuschauer: 50 Schiedsrichter: Bolic, Hurich |

| 23. Juni 2022 16:30 Uhr | Norwegen                               | 32:24        | Brasilien                     | Dvorana Golovec, Celje Zuschauer: 50 Schiedsrichter: A. Covalciuc, I. Covalciuc |
| 23. Juni 2022 16:30 Uhr | meiste Tore: Susanne Liberg Amundsen 5 | (17:13)      | meiste Tore: Fernanda Couto 9 | Dvorana Golovec, Celje Zuschauer: 50 Schiedsrichter: A. Covalciuc, I. Covalciuc |
| 23. Juni 2022 16:30 Uhr |                                        | Spielbericht | Strafen: 3×                   | Dvorana Golovec, Celje Zuschauer: 50 Schiedsrichter: A. Covalciuc, I. Covalciuc |

| 23. Juni 2022 20:30 Uhr | Südkorea                     | 21:34        | Frankreich                   | Dvorana Golovec, Celje Zuschauer: 50 Schiedsrichter: A. Konjičanin, D. Konjičanin |
| 23. Juni 2022 20:30 Uhr | meiste Tore: Lee Yeon-song 7 | (7:18)       | meiste Tore: Sarah Bouktit 7 | Dvorana Golovec, Celje Zuschauer: 50 Schiedsrichter: A. Konjičanin, D. Konjičanin |
| 23. Juni 2022 20:30 Uhr | Strafen: 2× 1×               | Spielbericht | Strafen: 1×                  | Dvorana Golovec, Celje Zuschauer: 50 Schiedsrichter: A. Konjičanin, D. Konjičanin |

| 25. Juni 2022 12:30 Uhr | Brasilien                        | 22:28        | Südkorea                                   | Dvorana Golovec, Celje Zuschauer: 50 Schiedsrichter: C. Hannes, D. Hannes |
| 25. Juni 2022 12:30 Uhr | meiste Tore: Maryanna Ferreira 5 | (10:13)      | meiste Tore: Ji Eun-hye, Choi Han-sol je 6 | Dvorana Golovec, Celje Zuschauer: 50 Schiedsrichter: C. Hannes, D. Hannes |
| 25. Juni 2022 12:30 Uhr | Strafen: 3×                      | Spielbericht | Strafen: 3×                                | Dvorana Golovec, Celje Zuschauer: 50 Schiedsrichter: C. Hannes, D. Hannes |

| 25. Juni 2022 14:30 Uhr | Frankreich                                        | 34:34        | Norwegen                         | Dvorana Golovec, Celje Zuschauer: 70 Schiedsrichter: H. Elsaied, Y. Elsaied |
| 25. Juni 2022 14:30 Uhr | meiste Tore: Léna Grandveau, Kiara Tshimanga je 8 | (15:20)      | meiste Tore: Maja Furu Sæteren 6 | Dvorana Golovec, Celje Zuschauer: 70 Schiedsrichter: H. Elsaied, Y. Elsaied |
| 25. Juni 2022 14:30 Uhr | Strafen: 3×                                       | Spielbericht | Strafen: 1× 4× 1×                | Dvorana Golovec, Celje Zuschauer: 70 Schiedsrichter: H. Elsaied, Y. Elsaied |

### Gruppe E
| Pl. | Land       | Sp. | S | U | N | Tore    | Diff. | Punkte |
| --- | ---------- | --- | - | - | - | ------- | ----- | ------ |
| 1.  | Angola     | 3   | 2 | 0 | 1 | 090:690 | +21   | 4      |
| 2.  | Tschechien | 3   | 2 | 0 | 1 | 090:770 | +13   | 4      |
| 3.  | Rumänien   | 3   | 2 | 0 | 1 | 080:750 | +5    | 4      |
| 4.  | Litauen    | 3   | 0 | 0 | 3 | 054:930 | −39   | 0      |

| 22. Juni 2022 12:30 Uhr | Rumänien                             | 26:23        | Angola                       | Zlatorog Arena, Celje Schiedsrichter: Paolantoni, García |
| 22. Juni 2022 12:30 Uhr | meiste Tore: Mihaela Andreea Mihai 6 | (12:10)      | meiste Tore: Liliane Mário 6 | Zlatorog Arena, Celje Schiedsrichter: Paolantoni, García |
| 22. Juni 2022 12:30 Uhr | Strafen: 2× 3×                       | Spielbericht | Strafen: 2× 5×               | Zlatorog Arena, Celje Schiedsrichter: Paolantoni, García |

| 22. Juni 2022 13:30 Uhr | Tschechien                         | 33:16        | Litauen                                                   | Dvorana Golovec, Celje Schiedsrichter: Braseth, Sundet |
| 22. Juni 2022 13:30 Uhr | meiste Tore: Charlotte Cholevová 9 | (19:7)       | meiste Tore: Dominyka Andronik, Gabija Pilikauskaitė je 4 | Dvorana Golovec, Celje Schiedsrichter: Braseth, Sundet |
| 22. Juni 2022 13:30 Uhr | Strafen: 1× 7× 1×                  | Spielbericht | Strafen: 2×                                               | Dvorana Golovec, Celje Schiedsrichter: Braseth, Sundet |

| 24. Juni 2022 12:30 Uhr | Tschechien                          | 25:36        | Angola                       | Dvorana Golovec, Celje Zuschauer: 50 Schiedsrichter: Sekulić, Jovandić |
| 24. Juni 2022 12:30 Uhr | meiste Tore: Charlotte Cholevová 10 | (13:16)      | meiste Tore: Liliane Mário 7 | Dvorana Golovec, Celje Zuschauer: 50 Schiedsrichter: Sekulić, Jovandić |
| 24. Juni 2022 12:30 Uhr | Strafen: 2×                         | Spielbericht | Strafen: 8×                  | Dvorana Golovec, Celje Zuschauer: 50 Schiedsrichter: Sekulić, Jovandić |

| 24. Juni 2022 14:30 Uhr | Litauen                             | 20:29        | Rumänien                     | Dvorana Golovec, Celje Zuschauer: 60 Schiedsrichter: Mikelić, Parađina |
| 24. Juni 2022 14:30 Uhr | meiste Tore: Gabija Pilikauskaitė 5 | (11:10)      | meiste Tore: Rebeca Necula 5 | Dvorana Golovec, Celje Zuschauer: 60 Schiedsrichter: Mikelić, Parađina |
| 24. Juni 2022 14:30 Uhr | Strafen: 2×                         | Spielbericht | Strafen: 1× 2×               | Dvorana Golovec, Celje Zuschauer: 60 Schiedsrichter: Mikelić, Parađina |

| 25. Juni 2022 10:30 Uhr | Angola                       | 31:18        | Litauen                             | Dvorana Golovec, Celje Zuschauer: 40 Schiedsrichter: Conberse, Correa |
| 25. Juni 2022 10:30 Uhr | meiste Tore: Regina Marcos 6 | (14:9)       | meiste Tore: Mantė Voskresenskaja 5 | Dvorana Golovec, Celje Zuschauer: 40 Schiedsrichter: Conberse, Correa |
| 25. Juni 2022 10:30 Uhr | Strafen: 7× 1×               | Spielbericht | Strafen: 1×                         | Dvorana Golovec, Celje Zuschauer: 40 Schiedsrichter: Conberse, Correa |

| 25. Juni 2022 16:30 Uhr | Rumänien                            | 25:32        | Tschechien                         | Dvorana Golovec, Celje Zuschauer: 100 Schiedsrichter: K. Gasmi, R. Gasmi |
| 25. Juni 2022 16:30 Uhr | meiste Tore: Bianca Andreea Ţîrle 5 | (14:14)      | meiste Tore: Charlotte Cholevová 8 | Dvorana Golovec, Celje Zuschauer: 100 Schiedsrichter: K. Gasmi, R. Gasmi |
| 25. Juni 2022 16:30 Uhr | Strafen: 2×                         | Spielbericht | Strafen: 2×                        | Dvorana Golovec, Celje Zuschauer: 100 Schiedsrichter: K. Gasmi, R. Gasmi |

### Gruppe F
| Pl. | Land        | Sp. | S | U | N | Tore     | Diff. | Punkte |
| --- | ----------- | --- | - | - | - | -------- | ----- | ------ |
| 1.  | Deutschland | 3   | 3 | 0 | 0 | 0109:530 | +56   | 6      |
| 2.  | Slowenien   | 3   | 2 | 0 | 1 | 087:580  | +29   | 4      |
| 3.  | Chile       | 3   | 1 | 0 | 2 | 062:970  | −35   | 2      |
| 4.  | Mexiko      | 3   | 0 | 0 | 3 | 060:1100 | −50   | 0      |

| 22. Juni 2022 11:30 Uhr | Deutschland                  | 40:18        | Chile                            | Dvorana Golovec, Celje Schiedsrichter: Faraj, Taqi |
| 22. Juni 2022 11:30 Uhr | meiste Tore: Lucy Jörgens 10 | (22:9)       | meiste Tore: 3 Spielerinnen je 3 | Dvorana Golovec, Celje Schiedsrichter: Faraj, Taqi |
| 22. Juni 2022 11:30 Uhr | Strafen: 1× 7×               | Spielbericht |                                  | Dvorana Golovec, Celje Schiedsrichter: Faraj, Taqi |

| 22. Juni 2022 18:30 Uhr | Slowenien                  | 37:18        | Mexiko                                | Dvorana Golovec, Celje Zuschauer: 400 Schiedsrichter: K. Gasmi, R. Gasmi |
| 22. Juni 2022 18:30 Uhr | meiste Tore: Erin Novak 10 | (23:8)       | meiste Tore: Jennifer Verdugo Vejar 5 | Dvorana Golovec, Celje Zuschauer: 400 Schiedsrichter: K. Gasmi, R. Gasmi |
| 22. Juni 2022 18:30 Uhr | Strafen: 1×                | Spielbericht | Strafen: 5×                           | Dvorana Golovec, Celje Zuschauer: 400 Schiedsrichter: K. Gasmi, R. Gasmi |

| 24. Juni 2022 16:30 Uhr | Mexiko                                      | 14:42        | Deutschland                                   | Dvorana Golovec, Celje Zuschauer: 55 Schiedsrichter: Lee E., Lee G. |
| 24. Juni 2022 16:30 Uhr | meiste Tore: Brenda Estefania Govea Ramón 8 | (7:22)       | meiste Tore: Mia Ziercke, Judith Tietjen je 7 | Dvorana Golovec, Celje Zuschauer: 55 Schiedsrichter: Lee E., Lee G. |
| 24. Juni 2022 16:30 Uhr | Strafen: 3×                                 | Spielbericht | Strafen: 3×                                   | Dvorana Golovec, Celje Zuschauer: 55 Schiedsrichter: Lee E., Lee G. |

| 24. Juni 2022 18:30 Uhr | Slowenien                 | 29:13        | Chile                           | Dvorana Golovec, Celje Zuschauer: 300 Schiedsrichter: Mahmoud, Elbeltagy |
| 24. Juni 2022 18:30 Uhr | meiste Tore: Erin Novak 6 | (15:7)       | meiste Tore: Valeria Carrasco 3 | Dvorana Golovec, Celje Zuschauer: 300 Schiedsrichter: Mahmoud, Elbeltagy |
| 24. Juni 2022 18:30 Uhr | Strafen: 2× 4×            | Spielbericht | Strafen: 2×                     | Dvorana Golovec, Celje Zuschauer: 300 Schiedsrichter: Mahmoud, Elbeltagy |

| 25. Juni 2022 18:30 Uhr | Deutschland               | 27:21        | Slowenien                     | Dvorana Golovec, Celje Zuschauer: 400 Schiedsrichter: Paolantoni, García |
| 25. Juni 2022 18:30 Uhr | meiste Tore: Nina Engel 7 | (14:10)      | meiste Tore: Ivona Barukčić 5 | Dvorana Golovec, Celje Zuschauer: 400 Schiedsrichter: Paolantoni, García |
| 25. Juni 2022 18:30 Uhr | Strafen: 5×               | Spielbericht | Strafen: 2× 5×                | Dvorana Golovec, Celje Zuschauer: 400 Schiedsrichter: Paolantoni, García |

| 25. Juni 2022 20:30 Uhr | Chile                                | 31:29        | Mexiko                                 | Dvorana Golovec, Celje Zuschauer: 20 Schiedsrichter: Almawt, Marhoon |
| 25. Juni 2022 20:30 Uhr | meiste Tore: Magdalena de la Barra 9 | (17:13)      | meiste Tore: Jennifer Verdugo Vejar 10 | Dvorana Golovec, Celje Zuschauer: 20 Schiedsrichter: Almawt, Marhoon |
| 25. Juni 2022 20:30 Uhr | Strafen: 1×                          | Spielbericht | Strafen: 1× 3×                         | Dvorana Golovec, Celje Zuschauer: 20 Schiedsrichter: Almawt, Marhoon |

### Gruppe G
| Pl. | Land       | Sp. | S | U | N | Tore     | Diff. | Punkte |
| --- | ---------- | --- | - | - | - | -------- | ----- | ------ |
| 1.  | Kroatien   | 3   | 2 | 0 | 1 | 097:630  | +34   | 4      |
| 2.  | Schweiz    | 3   | 2 | 0 | 1 | 091:750  | +16   | 4      |
| 3.  | Österreich | 3   | 2 | 0 | 1 | 098:840  | +14   | 4      |
| 4.  | Kasachstan | 3   | 0 | 0 | 3 | 054:1180 | −64   | 0      |

| 22. Juni 2022 14:30 Uhr | Kroatien                                 | 36:15        | Kasachstan                                            | Dvorana Tri lilije, Laško Schiedsrichter: Budzák, Zahradník |
| 22. Juni 2022 14:30 Uhr | meiste Tore: Mia Brkić, Bruna Zrnić je 6 | (18:6)       | meiste Tore: Zhanerke Seitkassym, Zlata Zvyagina je 6 | Dvorana Tri lilije, Laško Schiedsrichter: Budzák, Zahradník |
| 22. Juni 2022 14:30 Uhr | Strafen: 2×                              | Spielbericht | Strafen: 1× 2×                                        | Dvorana Tri lilije, Laško Schiedsrichter: Budzák, Zahradník |

| 22. Juni 2022 16:30 Uhr | Schweiz                     | 26:33        | Österreich                      | Dvorana Tri lilije, Laško Schiedsrichter: A. Konjičanin, D. Konjičanin |
| 22. Juni 2022 16:30 Uhr | meiste Tore: Sev Albrecht 6 | (10:18)      | meiste Tore: Kristina Dramac 14 | Dvorana Tri lilije, Laško Schiedsrichter: A. Konjičanin, D. Konjičanin |
| 22. Juni 2022 16:30 Uhr | Strafen: 3×                 | Spielbericht | Strafen: 4×                     | Dvorana Tri lilije, Laško Schiedsrichter: A. Konjičanin, D. Konjičanin |

| 24. Juni 2022 18:30 Uhr | Österreich                      | 26:40        | Kroatien                   | Zlatorog Arena, Celje Schiedsrichter: K. Gasmi, R. Gasmi |
| 24. Juni 2022 18:30 Uhr | meiste Tore: Kristina Dramac 12 | (9:20)       | meiste Tore: Bruna Zrnić 8 | Zlatorog Arena, Celje Schiedsrichter: K. Gasmi, R. Gasmi |
| 24. Juni 2022 18:30 Uhr | Strafen: 3×                     | Spielbericht | Strafen: 2×                | Zlatorog Arena, Celje Schiedsrichter: K. Gasmi, R. Gasmi |

| 24. Juni 2022 20:30 Uhr | Schweiz                     | 43:21        | Kasachstan                    | Zlatorog Arena, Celje Schiedsrichter: B. Correa, R. Correa |
| 24. Juni 2022 20:30 Uhr | meiste Tore: Sev Albrecht 9 | (19:12)      | meiste Tore: Zlata Zvyagina 7 | Zlatorog Arena, Celje Schiedsrichter: B. Correa, R. Correa |
| 24. Juni 2022 20:30 Uhr | Strafen: 1×                 | Spielbericht | Strafen: 2×                   | Zlatorog Arena, Celje Schiedsrichter: B. Correa, R. Correa |

| 25. Juni 2022 16:30 Uhr | Kasachstan                    | 18:39        | Österreich                | Dvorana Tri lilije, Laško Zuschauer: 100 Schiedsrichter: Braseth, Sundet |
| 25. Juni 2022 16:30 Uhr | meiste Tore: Zlata Zvyagina 8 | (10:17)      | meiste Tore: Lisa Spalt 8 | Dvorana Tri lilije, Laško Zuschauer: 100 Schiedsrichter: Braseth, Sundet |
| 25. Juni 2022 16:30 Uhr | Strafen: 1×                   | Spielbericht | Strafen: 2×               | Dvorana Tri lilije, Laško Zuschauer: 100 Schiedsrichter: Braseth, Sundet |

| 25. Juni 2022 18:30 Uhr | Kroatien                   | 21:22        | Schweiz                      | Dvorana Tri lilije, Laško Schiedsrichter: A. Covalciuc, I. Covalciuc |
| 25. Juni 2022 18:30 Uhr | meiste Tore: Bruna Zrnić 6 | (11:12)      | meiste Tore: Zora Litscher 6 | Dvorana Tri lilije, Laško Schiedsrichter: A. Covalciuc, I. Covalciuc |
| 25. Juni 2022 18:30 Uhr | Strafen: 3×                | Spielbericht | Strafen: 2×                  | Dvorana Tri lilije, Laško Schiedsrichter: A. Covalciuc, I. Covalciuc |

### Gruppe H
| Pl. | Land               | Sp. | S | U | N | Tore     | Diff. | Punkte |
| --- | ------------------ | --- | - | - | - | -------- | ----- | ------ |
| 1.  | Ungarn             | 3   | 3 | 0 | 0 | 0115:410 | +74   | 6      |
| 2.  | Ägypten            | 3   | 2 | 0 | 1 | 081:750  | +6    | 4      |
| 3.  | Polen              | 3   | 1 | 0 | 2 | 078:710  | +7    | 2      |
| 4.  | Vereinigte Staaten | 3   | 0 | 0 | 3 | 030:1170 | −87   | 0      |

| 22. Juni 2022 10:30 Uhr | Polen                             | 37:14        | Vereinigte Staaten         | Zlatorog Arena, Celje Zuschauer: 100 Schiedsrichter: al-Zayyat, Awwad |
| 22. Juni 2022 10:30 Uhr | meiste Tore: Julia Niewiadomska 9 | (18:9)       | meiste Tore: Eden Nesper 5 | Zlatorog Arena, Celje Zuschauer: 100 Schiedsrichter: al-Zayyat, Awwad |
| 22. Juni 2022 10:30 Uhr | Strafen: 2× 7×                    | Spielbericht | Strafen: 2×                | Zlatorog Arena, Celje Zuschauer: 100 Schiedsrichter: al-Zayyat, Awwad |

| 22. Juni 2022 20:30 Uhr | Ungarn                    | 39:20        | Ägypten                                        | Zlatorog Arena, Celje Schiedsrichter: B. Correa, R. Correa |
| 22. Juni 2022 20:30 Uhr | meiste Tore: Míra Vámos 9 | (18:10)      | meiste Tore: Mariam Ibrahim, Noha Ibrahim je 5 | Zlatorog Arena, Celje Schiedsrichter: B. Correa, R. Correa |
| 22. Juni 2022 20:30 Uhr | Strafen: 1× 5×            | Spielbericht | Strafen: 3×                                    | Zlatorog Arena, Celje Schiedsrichter: B. Correa, R. Correa |

| 24. Juni 2022 14:30 Uhr | Polen                             | 25:27        | Ägypten                     | Zlatorog Arena, Celje Zuschauer: 100 Schiedsrichter: Budzák, Zahradník |
| 24. Juni 2022 14:30 Uhr | meiste Tore: Karolina Jureńczyk 6 | (14:14)      | meiste Tore: Malak Seoudy 7 | Zlatorog Arena, Celje Zuschauer: 100 Schiedsrichter: Budzák, Zahradník |
| 24. Juni 2022 14:30 Uhr | Strafen: 5×                       | Spielbericht | Strafen: 3×                 | Zlatorog Arena, Celje Zuschauer: 100 Schiedsrichter: Budzák, Zahradník |

| 24. Juni 2022 16:30 Uhr | Vereinigte Staaten            | 5:46         | Ungarn                        | Zlatorog Arena, Celje Zuschauer: 50 Schiedsrichter: Faraj, Taqi |
| 24. Juni 2022 16:30 Uhr | meiste Tore: Zarinna Monroy 2 | (2:23)       | meiste Tore: Zsófia Mlinkó 10 | Zlatorog Arena, Celje Zuschauer: 50 Schiedsrichter: Faraj, Taqi |
| 24. Juni 2022 16:30 Uhr | Strafen: 3×                   | Spielbericht | Strafen: 1× 3×                | Zlatorog Arena, Celje Zuschauer: 50 Schiedsrichter: Faraj, Taqi |

| 25. Juni 2022 14:30 Uhr | Ungarn                        | 30:16        | Polen                                               | Zlatorog Arena, Celje Schiedsrichter: A. Konjičanin, D. Konjičanin |
| 25. Juni 2022 14:30 Uhr | meiste Tore: Johanna Farkas 7 | (14:11)      | meiste Tore: Paulina Kopańska, Sara Szczukocka je 3 | Zlatorog Arena, Celje Schiedsrichter: A. Konjičanin, D. Konjičanin |
| 25. Juni 2022 14:30 Uhr | Strafen: 6× 1×                | Spielbericht | Strafen: 2×                                         | Zlatorog Arena, Celje Schiedsrichter: A. Konjičanin, D. Konjičanin |

| 25. Juni 2022 20:30 Uhr | Ägypten                       | 34:11        | Vereinigte Staaten         | Dvorana Tri lilije, Laško Zuschauer: 120 Schiedsrichter: Praštalo, Balvan |
| 25. Juni 2022 20:30 Uhr | meiste Tore: Mariam Ibrahim 6 | (18:6)       | meiste Tore: Eden Nesper 7 | Dvorana Tri lilije, Laško Zuschauer: 120 Schiedsrichter: Praštalo, Balvan |
| 25. Juni 2022 20:30 Uhr | Strafen: 3×                   | Spielbericht | Strafen: 1× 3×             | Dvorana Tri lilije, Laško Zuschauer: 120 Schiedsrichter: Praštalo, Balvan |

## Hauptrunde
Ergebnisse gegen Vorrundengegner wurden mit in die Hauptrunde genommen. Die Gruppenersten und Gruppenzweiten der Hauptrundengruppen qualifizierten sich für das Viertelfinale. Die Gruppendritten spielten die Plätze neun bis zwölf und die Gruppenvierten die Plätze dreizehn bis sechzehn aus.
Mit den erspielten Punkten wurde die Platzierung ermittelt. Bei Punktgleichheit von mehreren Mannschaften war erst der direkte Vergleich für die Platzierung ausschlaggebend, dann die Tordifferenz. Sofern diese ebenfalls identisch war, wurde die Anzahl der erzielten Tore zur Ermittlung der Platzierung herangezogen.
Legende

### Gruppe I
| Pl. | Land        | Sp. | S | U | N | Tore     | Diff. | Punkte |
| --- | ----------- | --- | - | - | - | -------- | ----- | ------ |
| 1.  | Niederlande | 3   | 3 | 0 | 0 | 096:760  | +20   | 6      |
| 2.  | Schweden    | 3   | 2 | 0 | 1 | 094:690  | +25   | 4      |
| 3.  | Japan       | 3   | 1 | 0 | 2 | 084:960  | −12   | 2      |
| 4.  | Tunesien    | 3   | 0 | 0 | 3 | 074:1070 | −33   | 0      |

| 26. Juni 2022 18:30 Uhr | Niederlande                 | 41:25        | Tunesien                                             | Zlatorog Arena, Celje Schiedsrichter: Lee E., Lee G. |
| 26. Juni 2022 18:30 Uhr | meiste Tore: Roos Daleman 9 | (20:11)      | meiste Tore: Salma Ben Hassine, Dorra Chandarli je 6 | Zlatorog Arena, Celje Schiedsrichter: Lee E., Lee G. |
| 26. Juni 2022 18:30 Uhr | Strafen: 1× 2× 1×           | Spielbericht | Strafen: 4×                                          | Zlatorog Arena, Celje Schiedsrichter: Lee E., Lee G. |

| 26. Juni 2022 20:30 Uhr | Schweden                   | 40:21        | Japan                        | Zlatorog Arena, Celje Zuschauer: 150 Schiedsrichter: Sosa, Lemes |
| 26. Juni 2022 20:30 Uhr | meiste Tore: Tyra Axnér 10 | (22:11)      | meiste Tore: Sora Ishikawa 8 | Zlatorog Arena, Celje Zuschauer: 150 Schiedsrichter: Sosa, Lemes |
| 26. Juni 2022 20:30 Uhr | Strafen: 1×                | Spielbericht | Strafen: 1× 2×               | Zlatorog Arena, Celje Zuschauer: 150 Schiedsrichter: Sosa, Lemes |

| 28. Juni 2022 14:30 Uhr | Niederlande                 | 23:22        | Schweden                  | Zlatorog Arena, Celje Zuschauer: 120 Schiedsrichter: A. Covalciuc, I. Covalciuc |
| 28. Juni 2022 14:30 Uhr | meiste Tore: Kim Molenaar 6 | (10:12)      | meiste Tore: Tyra Axnér 8 | Zlatorog Arena, Celje Zuschauer: 120 Schiedsrichter: A. Covalciuc, I. Covalciuc |
| 28. Juni 2022 14:30 Uhr | Strafen: 2×                 | Spielbericht | Strafen: 1× 4×            | Zlatorog Arena, Celje Zuschauer: 120 Schiedsrichter: A. Covalciuc, I. Covalciuc |

| 28. Juni 2022 16:30 Uhr | Japan                        | 34:24        | Tunesien                          | Zlatorog Arena, Celje Zuschauer: 100 Schiedsrichter: Bolic, Hurich |
| 28. Juni 2022 16:30 Uhr | meiste Tore: Sora Ishikawa 7 | (14:10)      | meiste Tore: Salma Ben Hassine 10 | Zlatorog Arena, Celje Zuschauer: 100 Schiedsrichter: Bolic, Hurich |
| 28. Juni 2022 16:30 Uhr | Strafen: 5×                  | Spielbericht | Strafen: 1×                       | Zlatorog Arena, Celje Zuschauer: 100 Schiedsrichter: Bolic, Hurich |

### Gruppe II
| Pl. | Land       | Sp. | S | U | N | Tore     | Diff. | Punkte |
| --- | ---------- | --- | - | - | - | -------- | ----- | ------ |
| 1.  | Norwegen   | 3   | 2 | 1 | 0 | 0101:920 | +9    | 5      |
| 2.  | Dänemark   | 3   | 1 | 1 | 1 | 075:740  | +1    | 3      |
| 3.  | Montenegro | 3   | 1 | 0 | 2 | 071:800  | −9    | 2      |
| 4.  | Frankreich | 3   | 0 | 2 | 1 | 077:780  | −1    | 2      |

| 26. Juni 2022 18:30 Uhr | Dänemark                         | 32:35        | Norwegen                   | Dvorana Golovec, Celje Zuschauer: 100 Schiedsrichter: A. Konjičanin, D. Konjičanin |
| 26. Juni 2022 18:30 Uhr | meiste Tore: 3 Spielerinnen je 8 | (16:18)      | meiste Tore: Kaja Røhne 11 | Dvorana Golovec, Celje Zuschauer: 100 Schiedsrichter: A. Konjičanin, D. Konjičanin |
| 26. Juni 2022 18:30 Uhr | Strafen: 1×                      | Spielbericht | Strafen: 2×                | Dvorana Golovec, Celje Zuschauer: 100 Schiedsrichter: A. Konjičanin, D. Konjičanin |

| 26. Juni 2022 20:30 Uhr | Frankreich                    | 24:25        | Montenegro                      | Dvorana Golovec, Celje Zuschauer: 70 Schiedsrichter: Paolantoni, García |
| 26. Juni 2022 20:30 Uhr | meiste Tore: Léna Grandveau 5 | (11:12)      | meiste Tore: Gordana Marsenić 7 | Dvorana Golovec, Celje Zuschauer: 70 Schiedsrichter: Paolantoni, García |
| 26. Juni 2022 20:30 Uhr | Strafen: 3×                   | Spielbericht | Strafen: 1× 6×                  | Dvorana Golovec, Celje Zuschauer: 70 Schiedsrichter: Paolantoni, García |

| 28. Juni 2022 14:30 Uhr | Dänemark                   | 19:19        | Frankreich                   | Dvorana Golovec, Celje Zuschauer: 85 Schiedsrichter: Sekulić, Jovandić |
| 28. Juni 2022 14:30 Uhr | meiste Tore: Clara Skøtt 5 | (11:11)      | meiste Tore: Sarah Bouktit 4 | Dvorana Golovec, Celje Zuschauer: 85 Schiedsrichter: Sekulić, Jovandić |
| 28. Juni 2022 14:30 Uhr | Strafen: 1×                | Spielbericht | Strafen: 3×                  | Dvorana Golovec, Celje Zuschauer: 85 Schiedsrichter: Sekulić, Jovandić |

| 28. Juni 2022 16:30 Uhr | Montenegro                      | 26:32        | Norwegen                                 | Dvorana Golovec, Celje Zuschauer: 120 Schiedsrichter: Budzák, Zahradník |
| 28. Juni 2022 16:30 Uhr | meiste Tore: Gordana Marsenić 9 | (10:13)      | meiste Tore: Charlotte Koffeid Iversen 7 | Dvorana Golovec, Celje Zuschauer: 120 Schiedsrichter: Budzák, Zahradník |
| 28. Juni 2022 16:30 Uhr | Strafen: 2× 4× 1×               | Spielbericht | Strafen: 2×                              | Dvorana Golovec, Celje Zuschauer: 120 Schiedsrichter: Budzák, Zahradník |

### Gruppe III
| Pl. | Land        | Sp. | S | U | N | Tore    | Diff. | Punkte |
| --- | ----------- | --- | - | - | - | ------- | ----- | ------ |
| 1.  | Deutschland | 3   | 2 | 0 | 1 | 080:660 | +14   | 4      |
| 2.  | Angola      | 3   | 2 | 0 | 1 | 082:790 | +3    | 4      |
| 3.  | Tschechien  | 3   | 2 | 0 | 1 | 075:790 | −4    | 4      |
| 4.  | Slowenien   | 3   | 0 | 0 | 3 | 065:780 | −13   | 0      |

| 27. Juni 2022 18:30 Uhr | Angola                         | 25:21        | Slowenien                 | Dvorana Golovec, Celje Zuschauer: 300 Schiedsrichter: K. Gasmi, R. Gasmi |
| 27. Juni 2022 18:30 Uhr | meiste Tore: Stélvia Pascoal 8 | (17:7)       | meiste Tore: Erin Novak 6 | Dvorana Golovec, Celje Zuschauer: 300 Schiedsrichter: K. Gasmi, R. Gasmi |
| 27. Juni 2022 18:30 Uhr | Strafen: 1× 6× 1×              | Spielbericht | Strafen: 1×               | Dvorana Golovec, Celje Zuschauer: 300 Schiedsrichter: K. Gasmi, R. Gasmi |

| 27. Juni 2022 20:30 Uhr | Deutschland               | 20:24        | Tschechien                         | Dvorana Golovec, Celje Zuschauer: 100 Schiedsrichter: Braseth, Sundet |
| 27. Juni 2022 20:30 Uhr | meiste Tore: Nina Engel 6 | (14:14)      | meiste Tore: Charlotte Cholevová 8 | Dvorana Golovec, Celje Zuschauer: 100 Schiedsrichter: Braseth, Sundet |
| 27. Juni 2022 20:30 Uhr | Strafen: 2×               | Spielbericht | Strafen: 4×                        | Dvorana Golovec, Celje Zuschauer: 100 Schiedsrichter: Braseth, Sundet |

| 28. Juni 2022 18:30 Uhr | Tschechien                      | 26:23        | Slowenien                 | Dvorana Golovec, Celje Zuschauer: 300 Schiedsrichter: H. Elsaied, Y. Elsaied |
| 28. Juni 2022 18:30 Uhr | meiste Tore: Barbora Kroftová 7 | (17:13)      | meiste Tore: Edin Novak 8 | Dvorana Golovec, Celje Zuschauer: 300 Schiedsrichter: H. Elsaied, Y. Elsaied |
| 28. Juni 2022 18:30 Uhr | Strafen: 5×                     | Spielbericht | Strafen: 1× 4×            | Dvorana Golovec, Celje Zuschauer: 300 Schiedsrichter: H. Elsaied, Y. Elsaied |

| 28. Juni 2022 20:30 Uhr | Angola                            | 21:33        | Deutschland               | Dvorana Golovec, Celje Zuschauer: 60 Schiedsrichter: Paolantoni, García |
| 28. Juni 2022 20:30 Uhr | meiste Tore: Dolores do Rosário 9 | (10:16)      | meiste Tore: Nina Engel 9 | Dvorana Golovec, Celje Zuschauer: 60 Schiedsrichter: Paolantoni, García |
| 28. Juni 2022 20:30 Uhr | Strafen: 1× 6×                    | Spielbericht | Strafen: 1× 2×            | Dvorana Golovec, Celje Zuschauer: 60 Schiedsrichter: Paolantoni, García |

### Gruppe IV
| Pl. | Land     | Sp. | S | U | N | Tore     | Diff. | Punkte |
| --- | -------- | --- | - | - | - | -------- | ----- | ------ |
| 1.  | Ungarn   | 3   | 3 | 0 | 0 | 0108:600 | +48   | 6      |
| 2.  | Schweiz  | 3   | 2 | 0 | 1 | 071:840  | −13   | 4      |
| 3.  | Kroatien | 3   | 1 | 0 | 2 | 062:680  | −6    | 2      |
| 4.  | Ägypten  | 3   | 0 | 0 | 3 | 060:890  | −29   | 0      |

| 27. Juni 2022 18:30 Uhr | Kroatien                   | 24:17        | Ägypten                          | Zlatorog Arena, Celje Zuschauer: 100 Schiedsrichter: Bolic, Hurich |
| 27. Juni 2022 18:30 Uhr | meiste Tore: Bruna Zrnić 5 | (14:9)       | meiste Tore: 3 Spielerinnen je 4 | Zlatorog Arena, Celje Zuschauer: 100 Schiedsrichter: Bolic, Hurich |
| 27. Juni 2022 18:30 Uhr | Strafen: 2×                | Spielbericht | Strafen: 1×                      | Zlatorog Arena, Celje Zuschauer: 100 Schiedsrichter: Bolic, Hurich |

| 27. Juni 2022 20:30 Uhr | Ungarn                                         | 40:23   | Schweiz                     | Zlatorog Arena, Celje Zuschauer: 60 Schiedsrichter: A. Covalciuc, I. Covalciuc |
| 27. Juni 2022 20:30 Uhr | meiste Tore: Gréta Juhász, Johanna Farkas je 5 | (20:11) | meiste Tore: Tabea Schmid 8 | Zlatorog Arena, Celje Zuschauer: 60 Schiedsrichter: A. Covalciuc, I. Covalciuc |
| 27. Juni 2022 20:30 Uhr | Spielbericht                                   |         |                             | Zlatorog Arena, Celje Zuschauer: 60 Schiedsrichter: A. Covalciuc, I. Covalciuc |

| 28. Juni 2022 18:30 Uhr | Kroatien                    | 17:29        | Ungarn                        | Zlatorog Arena, Celje Zuschauer: 70 Schiedsrichter: C. Hannes, D. Hannes |
| 28. Juni 2022 18:30 Uhr | meiste Tore: Klara Birtić 6 | (8:13)       | meiste Tore: Johanna Farkas 7 | Zlatorog Arena, Celje Zuschauer: 70 Schiedsrichter: C. Hannes, D. Hannes |
| 28. Juni 2022 18:30 Uhr | Strafen: 6×                 | Spielbericht | Strafen: 3× 2×                | Zlatorog Arena, Celje Zuschauer: 70 Schiedsrichter: C. Hannes, D. Hannes |

| 28. Juni 2022 20:30 Uhr | Schweiz                    | 26:23        | Ägypten                     | Zlatorog Arena, Celje Zuschauer: 30 Schiedsrichter: Sosa, Lemes |
| 28. Juni 2022 20:30 Uhr | meiste Tore: Carmen Jund 7 | (15:13)      | meiste Tore: Mariam Ibrahim | Zlatorog Arena, Celje Zuschauer: 30 Schiedsrichter: Sosa, Lemes |
| 28. Juni 2022 20:30 Uhr | Strafen: 2×                | Spielbericht | Strafen: 1×                 | Zlatorog Arena, Celje Zuschauer: 30 Schiedsrichter: Sosa, Lemes |

### Finalrunde
| Viertelfinale | Viertelfinale | Viertelfinale |  |             | Halbfinale | Halbfinale | Halbfinale  |                  |                  | Finale           | Finale | Finale |
|               |               |               |  |             |            |            |             |                  |                  |                  |        |        |
|               | Niederlande   | 29            |  |             |            |            |             |                  |                  |                  |        |        |
|               | Angola        | 21            |  |             |            |            |             |                  |                  |                  |        |        |
|               |               |               |  | Niederlande | 23         |            |             |                  |                  |                  |        |        |
|               |               |               |  |             | Norwegen   | 32         |             |                  |                  |                  |        |        |
|               | Norwegen      | 37            |  |             |            |            |             |                  |                  |                  |        |        |
|               | Schweiz       | 20            |  |             |            |            | Endspiel    | Endspiel         | Endspiel         |                  |        |        |
|               |               |               |  | Norwegen    | 31         |            |             |                  |                  |                  |        |        |
|               |               |               |  |             | Ungarn     | 29         |             |                  |                  |                  |        |        |
|               | Deutschland   | 24            |  |             |            |            |             |                  |                  |                  |        |        |
|               | Schweden      | 36            |  |             |            |            |             |                  |                  |                  |        |        |
|               |               |               |  | Schweden    | 25         |            |             |                  |                  |                  |        |        |
|               |               |               |  |             | Ungarn     | 33         |             | Spiel um Platz 3 | Spiel um Platz 3 | Spiel um Platz 3 |        |        |
|               | Ungarn        | 30            |  |             |            |            | Niederlande | 31               |                  |                  |        |        |
|               | Dänemark      | 26            |  |             |            |            |             | Schweden         | 20               |                  |        |        |
|               |               |               |  |             |            |            |             |                  |                  |                  |        |        |

#### Viertelfinale
| 30. Juni 2022 18:15 Uhr | Niederlande                 | 29:21        | Angola                                                   | Zlatorog Arena, Celje Zuschauer: 50 Schiedsrichter: Bolic, Hurich |
| 30. Juni 2022 18:15 Uhr | meiste Tore: Kim Molenaar 9 | (17:9)       | meiste Tore: Bernardeth Carla Belo, Stélvia Pascoal je 4 | Zlatorog Arena, Celje Zuschauer: 50 Schiedsrichter: Bolic, Hurich |
| 30. Juni 2022 18:15 Uhr | Strafen: 2× 1×              | Spielbericht | Strafen: 2× 6× 1×                                        | Zlatorog Arena, Celje Zuschauer: 50 Schiedsrichter: Bolic, Hurich |

| 30. Juni 2022 18:15 Uhr | Norwegen                                                     | 37:20        | Schweiz                       | Dvorana Golovec, Celje Zuschauer: 80 Schiedsrichter: Lee E., Lee G. |
| 30. Juni 2022 18:15 Uhr | meiste Tore: Avril Mikkelsen Frei, Maria Bergslien Gald je 6 | (15:9)       | meiste Tore: Ana Emmenegger 6 | Dvorana Golovec, Celje Zuschauer: 80 Schiedsrichter: Lee E., Lee G. |
| 30. Juni 2022 18:15 Uhr | Strafen: 1× 2×                                               | Spielbericht | Strafen: 1×                   | Dvorana Golovec, Celje Zuschauer: 80 Schiedsrichter: Lee E., Lee G. |

| 30. Juni 2022 20:30 Uhr | Deutschland                 | 24:36        | Schweden                      | Zlatorog Arena, Celje Zuschauer: 70 Schiedsrichter: Sosa, Lemes |
| 30. Juni 2022 20:30 Uhr | meiste Tore: Anika Hampel 6 | (11:21)      | meiste Tore: Clara Bergsten 9 | Zlatorog Arena, Celje Zuschauer: 70 Schiedsrichter: Sosa, Lemes |
| 30. Juni 2022 20:30 Uhr | Strafen: 1×                 | Spielbericht | Strafen: 4×                   | Zlatorog Arena, Celje Zuschauer: 70 Schiedsrichter: Sosa, Lemes |

| 30. Juni 2022 20:30 Uhr | Ungarn                       | 30:26        | Dänemark                         | Dvorana Golovec, Celje Zuschauer: 200 Schiedsrichter: K. Gasmi, R. Gasmi |
| 30. Juni 2022 20:30 Uhr | meiste Tore: Blanka Kajdon 7 | (11:12)      | meiste Tore: 3 Spielerinnen je 4 | Dvorana Golovec, Celje Zuschauer: 200 Schiedsrichter: K. Gasmi, R. Gasmi |
| 30. Juni 2022 20:30 Uhr | Strafen: 2× 3×               | Spielbericht | Strafen: 1×                      | Dvorana Golovec, Celje Zuschauer: 200 Schiedsrichter: K. Gasmi, R. Gasmi |

#### Halbfinale
| 1. Juli 2022 18:15 Uhr | Niederlande                 | 23:32   | Norwegen                                                            | Zlatorog Arena, Celje Zuschauer: 150 Schiedsrichter: Sekulić, Jovandić |
| 1. Juli 2022 18:15 Uhr | meiste Tore: Kim Molenaar 7 | (14:14) | meiste Tore: Johanne Halseth Nypan, Martine Kårigstad Andersen je 6 | Zlatorog Arena, Celje Zuschauer: 150 Schiedsrichter: Sekulić, Jovandić |
| 1. Juli 2022 18:15 Uhr | Strafen: 2× 1×              |         | Strafen: 1×                                                         | Zlatorog Arena, Celje Zuschauer: 150 Schiedsrichter: Sekulić, Jovandić |

| 1. Juli 2022 20:30 Uhr | Schweden                  | 25:33        | Ungarn                         | Zlatorog Arena, Celje Zuschauer: 250 Schiedsrichter: A. Konjičanin, D. Konjičanin |
| 1. Juli 2022 20:30 Uhr | meiste Tore: Tyra Axnér 6 | (14:15)      | meiste Tore: Johanna Farkas 11 | Zlatorog Arena, Celje Zuschauer: 250 Schiedsrichter: A. Konjičanin, D. Konjičanin |
| 1. Juli 2022 20:30 Uhr | Strafen: 1× 2×            | Spielbericht | Strafen: 2× 3×                 | Zlatorog Arena, Celje Zuschauer: 250 Schiedsrichter: A. Konjičanin, D. Konjičanin |

#### Spiel um Platz 3
| 3. Juli 2022 15:00 Uhr | Niederlande                 | 31:20        | Schweden                      | Zlatorog Arena, Celje Zuschauer: 250 Schiedsrichter: H. Elsaied, Y. Elsaied |
| 3. Juli 2022 15:00 Uhr | meiste Tore: Kim Molenaar 8 | (16:20)      | meiste Tore: Clara Bergsten 5 | Zlatorog Arena, Celje Zuschauer: 250 Schiedsrichter: H. Elsaied, Y. Elsaied |
| 3. Juli 2022 15:00 Uhr | Strafen: 1× 2×              | Spielbericht | Strafen: 1× 2×                | Zlatorog Arena, Celje Zuschauer: 250 Schiedsrichter: H. Elsaied, Y. Elsaied |

#### Finale
| 3. Juli 2022 17:30 Uhr | Norwegen                              | 31:29        | Ungarn                       | Zlatorog Arena, Celje Zuschauer: 1000 Schiedsrichter: Paolantoni, García |
| 3. Juli 2022 17:30 Uhr | meiste Tore: Frida Brandbu Andersen 7 | (17:15)      | meiste Tore: Blanka Kajdon 8 | Zlatorog Arena, Celje Zuschauer: 1000 Schiedsrichter: Paolantoni, García |
| 3. Juli 2022 17:30 Uhr | Strafen: 1× 5×                        | Spielbericht | Strafen: 1× 2×               | Zlatorog Arena, Celje Zuschauer: 1000 Schiedsrichter: Paolantoni, García |

### Platzierungsrunde
Sofern die Spiele der Platzierungsrunde am Ende der regulären Spielzeit nicht entschieden waren, erfolgte ein Siebenmeterwerfen.

#### Spiele um Platz 5–8
| 1. Juli 2022 18:15 Uhr | Angola                               | 26:21        | Schweiz                      | Dvorana Golovec, Celje Zuschauer: 50 Schiedsrichter: Paolantoni, García |
| 1. Juli 2022 18:15 Uhr | meiste Tore: Bernardeth Carla Belo 8 | (11:8)       | meiste Tore: Tabea Schmid 11 | Dvorana Golovec, Celje Zuschauer: 50 Schiedsrichter: Paolantoni, García |
| 1. Juli 2022 18:15 Uhr | Strafen: 7×                          | Spielbericht | Strafen: 2×                  | Dvorana Golovec, Celje Zuschauer: 50 Schiedsrichter: Paolantoni, García |

| 1. Juli 2022 20:30 Uhr | Deutschland                 | 27:38        | Dänemark                             | Dvorana Golovec, Celje Zuschauer: 150 Schiedsrichter: H. Elsaied, Y. Elsaied |
| 1. Juli 2022 20:30 Uhr | meiste Tore: Lotta Heider 6 | (13:20)      | meiste Tore: Karen Klokker Poulsen 8 | Dvorana Golovec, Celje Zuschauer: 150 Schiedsrichter: H. Elsaied, Y. Elsaied |
| 1. Juli 2022 20:30 Uhr | Strafen: 2×                 | Spielbericht | Strafen: 3×                          | Dvorana Golovec, Celje Zuschauer: 150 Schiedsrichter: H. Elsaied, Y. Elsaied |

#### Spiel um Platz 5
| 3. Juli 2022 12:45 Uhr | Angola                         | 21:23        | Dänemark                   | Zlatorog Arena, Celje Zuschauer: 150 Schiedsrichter: C. Hannes, D. Hannes |
| 3. Juli 2022 12:45 Uhr | meiste Tore: Stélvia Pascoal 8 | (11:12)      | meiste Tore: Clara Skøtt 8 | Zlatorog Arena, Celje Zuschauer: 150 Schiedsrichter: C. Hannes, D. Hannes |
| 3. Juli 2022 12:45 Uhr | Strafen: 8×                    | Spielbericht | Strafen: 1×                | Zlatorog Arena, Celje Zuschauer: 150 Schiedsrichter: C. Hannes, D. Hannes |

#### Spiel um Platz 7
| 3. Juli 2022 10:30 Uhr | Schweiz                      | 27:29        | Deutschland               | Zlatorog Arena, Celje Zuschauer: 50 Schiedsrichter: A. Covalciuc, I. Covalciuc |
| 3. Juli 2022 10:30 Uhr | meiste Tore: Tabea Schmid 10 | (11:17)      | meiste Tore: Nina Engel 8 | Zlatorog Arena, Celje Zuschauer: 50 Schiedsrichter: A. Covalciuc, I. Covalciuc |
| 3. Juli 2022 10:30 Uhr | Strafen: 1×                  | Spielbericht | Strafen: 1× 2×            | Zlatorog Arena, Celje Zuschauer: 50 Schiedsrichter: A. Covalciuc, I. Covalciuc |

#### Spiele um Platz 9–12
| 30. Juni 2022 14:00 Uhr | Japan                                            | 32:30 n. S.      | Tschechien                          | Zlatorog Arena, Celje Zuschauer: 50 Schiedsrichter: Praštalo, Balva |
| 30. Juni 2022 14:00 Uhr | meiste Tore: Hinata Fujiwara, Sanju Yoshino je 5 | (17:15), (28:28) | meiste Tore: Charlotte Cholevová 10 | Zlatorog Arena, Celje Zuschauer: 50 Schiedsrichter: Praštalo, Balva |
| 30. Juni 2022 14:00 Uhr | Strafen: 4×                                      | Spielbericht     | Strafen: 2× 4×                      | Zlatorog Arena, Celje Zuschauer: 50 Schiedsrichter: Praštalo, Balva |

| 30. Juni 2022 16:00 Uhr | Montenegro                   | 24:23        | Kroatien                    | Zlatorog Arena, Celje Zuschauer: 30 Schiedsrichter: Braseth, Sundet |
| 30. Juni 2022 16:00 Uhr | meiste Tore: Nađa Kadović 12 | (10:13)      | meiste Tore: Bruna Zrnić 10 | Zlatorog Arena, Celje Zuschauer: 30 Schiedsrichter: Braseth, Sundet |
| 30. Juni 2022 16:00 Uhr | Strafen: 3×                  | Spielbericht | Strafen: 1× 3×              | Zlatorog Arena, Celje Zuschauer: 30 Schiedsrichter: Braseth, Sundet |

#### Spiel um Platz 9
| 1. Juli 2022 14:00 Uhr | Japan                         | 35:27        | Montenegro                  | Zlatorog Arena, Celje Zuschauer: 80 Schiedsrichter: A. Covalciuc, I. Covalciuc |
| 1. Juli 2022 14:00 Uhr | meiste Tore: Sora Ishikawa 11 | (18:12)      | meiste Tore: Nađa Kadović 5 | Zlatorog Arena, Celje Zuschauer: 80 Schiedsrichter: A. Covalciuc, I. Covalciuc |
| 1. Juli 2022 14:00 Uhr | Strafen: 1×                   | Spielbericht | Strafen: 1× 3×              | Zlatorog Arena, Celje Zuschauer: 80 Schiedsrichter: A. Covalciuc, I. Covalciuc |

#### Spiel um Platz 11
| 1. Juli 2022 16:00 Uhr | Tschechien                          | 25:23        | Kroatien                                      | Dvorana Golovec, Celje Zuschauer: 50 Schiedsrichter: Mahmoud, Elbeltagy |
| 1. Juli 2022 16:00 Uhr | meiste Tore: Charlotte Cholevová 12 | (10:8)       | meiste Tore: Lucija Krezo, Hannah Vuljak je 5 | Dvorana Golovec, Celje Zuschauer: 50 Schiedsrichter: Mahmoud, Elbeltagy |
| 1. Juli 2022 16:00 Uhr | Strafen: 6×                         | Spielbericht | Strafen: 4×                                   | Dvorana Golovec, Celje Zuschauer: 50 Schiedsrichter: Mahmoud, Elbeltagy |

#### Spiele um Platz 13–16
| 30. Juni 2022 14:00 Uhr | Frankreich                     | 31:21        | Ägypten                       | Dvorana Golovec, Celje Zuschauer: 50 Schiedsrichter: C. Hannes, D. Hannes |
| 30. Juni 2022 14:00 Uhr | meiste Tore: Zaliata Mlamali 6 | (15:8)       | meiste Tore: Mariam Ibrahim 6 | Dvorana Golovec, Celje Zuschauer: 50 Schiedsrichter: C. Hannes, D. Hannes |
| 30. Juni 2022 14:00 Uhr | Strafen: 1× 3×                 | Spielbericht | Strafen: 1×                   | Dvorana Golovec, Celje Zuschauer: 50 Schiedsrichter: C. Hannes, D. Hannes |

| 30. Juni 2022 16:00 Uhr | Tunesien                      | 25:28        | Slowenien                  | Dvorana Golovec, Celje Zuschauer: 200 Schiedsrichter: B. Correa, R. Correa |
| 30. Juni 2022 16:00 Uhr | meiste Tore: Anwar Ouertani 7 | (16:13)      | meiste Tore: Tjaša Žener 7 | Dvorana Golovec, Celje Zuschauer: 200 Schiedsrichter: B. Correa, R. Correa |
| 30. Juni 2022 16:00 Uhr | Strafen: 1× 3×                | Spielbericht | Strafen: 1× 4×             | Dvorana Golovec, Celje Zuschauer: 200 Schiedsrichter: B. Correa, R. Correa |

#### Spiel um Platz 13
| 1. Juli 2022 16:00 Uhr | Slowenien                 | 16:31        | Frankreich                   | Zlatorog Arena, Celje Zuschauer: 100 Schiedsrichter: Budzák, Zahradník |
| 1. Juli 2022 16:00 Uhr | meiste Tore: Erin Novak 5 | (7:16)       | meiste Tore: Sarah Bouktit 8 | Zlatorog Arena, Celje Zuschauer: 100 Schiedsrichter: Budzák, Zahradník |
| 1. Juli 2022 16:00 Uhr | Strafen: 4×               | Spielbericht | Strafen: 2×                  | Zlatorog Arena, Celje Zuschauer: 100 Schiedsrichter: Budzák, Zahradník |

#### Spiel um Platz 15
| 1. Juli 2022 14:30 Uhr | Tunesien                         | 26:28        | Ägypten                     | Dvorana Tri lilije, Laško Zuschauer: 30 Schiedsrichter: K. Gasmi, R. Gasmi |
| 1. Juli 2022 14:30 Uhr | meiste Tore: Salma Ben Hassine 6 | (13:17)      | meiste Tore: Malak Seoudy 9 | Dvorana Tri lilije, Laško Zuschauer: 30 Schiedsrichter: K. Gasmi, R. Gasmi |
| 1. Juli 2022 14:30 Uhr | Strafen: 1×                      | Spielbericht | Strafen: 1×                 | Dvorana Tri lilije, Laško Zuschauer: 30 Schiedsrichter: K. Gasmi, R. Gasmi |

## President’s Cup
Ergebnisse gegen Vorrundengegner wurden mit in die Hauptrunde genommen. Die Gruppenersten des President’s Cup ermittelten in der Platzierungsrunde die Plätze 17 bis 20, die Gruppenzweiten die Plätze 21 bis 24, die Gruppendritten die Plätze 25 bis 28 und die Gruppenvierten die Plätze 29 bis 32.
Legende

### Gruppe I
| Pl. | Land     | Sp. | S | U | N | Tore     | Diff. | Punkte |
| --- | -------- | --- | - | - | - | -------- | ----- | ------ |
| 1.  | Slowakei | 3   | 3 | 0 | 0 | 0127:570 | +70   | 6      |
| 2.  | Guinea   | 3   | 1 | 1 | 1 | 082:870  | −5    | 3      |
| 3.  | Indien   | 3   | 1 | 0 | 2 | 080:1290 | −49   | 2      |
| 4.  | Iran     | 3   | 0 | 1 | 2 | 071:870  | −16   | 1      |

| 26. Juni 2022 14:30 Uhr | Slowakei                         | 31:23        | Guinea                          | Zlatorog Arena, Celje Zuschauer: 40 Schiedsrichter: Conberse, Correa |
| 26. Juni 2022 14:30 Uhr | meiste Tore: Viktória Györiová 6 | (13:8)       | meiste Tore: Sia Céline Tolno 9 | Zlatorog Arena, Celje Zuschauer: 40 Schiedsrichter: Conberse, Correa |
| 26. Juni 2022 14:30 Uhr | Strafen: 2× 1×                   | Spielbericht | Strafen: 1× 3×                  | Zlatorog Arena, Celje Zuschauer: 40 Schiedsrichter: Conberse, Correa |

| 26. Juni 2022 16:30 Uhr | Iran                            | 30:31        | Indien                         | Zlatorog Arena, Celje Zuschauer: 50 Schiedsrichter: C. Hannes, D. Hannes |
| 26. Juni 2022 16:30 Uhr | meiste Tore: Fatemeh Merikhi 11 | (16:14)      | meiste Tore: Bhawana Sharma 10 | Zlatorog Arena, Celje Zuschauer: 50 Schiedsrichter: C. Hannes, D. Hannes |
| 26. Juni 2022 16:30 Uhr | Strafen: 1× 3×                  | Spielbericht | Strafen: 1× 3×                 | Zlatorog Arena, Celje Zuschauer: 50 Schiedsrichter: C. Hannes, D. Hannes |

| 28. Juni 2022 12:30 Uhr | Slowakei                      | 37:22        | Iran                             | Zlatorog Arena, Celje Zuschauer: 70 Schiedsrichter: Lee E., Lee G. |
| 28. Juni 2022 12:30 Uhr | meiste Tore: Mónika Pénzes 11 | (20:7)       | meiste Tore: Fatemeh Baratpour 5 | Zlatorog Arena, Celje Zuschauer: 70 Schiedsrichter: Lee E., Lee G. |
| 28. Juni 2022 12:30 Uhr |                               | Spielbericht | Strafen: 2×                      | Zlatorog Arena, Celje Zuschauer: 70 Schiedsrichter: Lee E., Lee G. |

| 28. Juni 2022 20:30 Uhr | Indien                | 37:40        | Guinea                           | Dvorana Golovec, Celje Zuschauer: 60 Schiedsrichter: Faraj, Taqi |
| 28. Juni 2022 20:30 Uhr | meiste Tore: Jassi 10 | (18:18)      | meiste Tore: Sia Céline Tolno 11 | Dvorana Golovec, Celje Zuschauer: 60 Schiedsrichter: Faraj, Taqi |
| 28. Juni 2022 20:30 Uhr | Strafen: 5×           | Spielbericht | Strafen: 7×                      | Dvorana Golovec, Celje Zuschauer: 60 Schiedsrichter: Faraj, Taqi |

### Gruppe II
| Pl. | Land        | Sp. | S | U | N | Tore     | Diff. | Punkte |
| --- | ----------- | --- | - | - | - | -------- | ----- | ------ |
| 1.  | Südkorea    | 3   | 3 | 0 | 0 | 0101:730 | +28   | 6      |
| 2.  | Brasilien   | 3   | 2 | 0 | 1 | 072:750  | −3    | 4      |
| 3.  | Argentinien | 3   | 1 | 0 | 2 | 074:850  | −11   | 2      |
| 4.  | Italien     | 3   | 0 | 0 | 3 | 069:830  | −14   | 0      |

| 26. Juni 2022 14:30 Uhr | Argentinien                      | 26:27        | Brasilien                       | Dvorana Golovec, Celje Zuschauer: 100 Schiedsrichter: H. Elsaied, Y. Elsaied |
| 26. Juni 2022 14:30 Uhr | meiste Tore: Berenice Frelier 12 | (17:14)      | meiste Tore: Micaela da Silva 6 | Dvorana Golovec, Celje Zuschauer: 100 Schiedsrichter: H. Elsaied, Y. Elsaied |
| 26. Juni 2022 14:30 Uhr | Strafen: 1×                      | Spielbericht | Strafen: 1× 4×                  | Dvorana Golovec, Celje Zuschauer: 100 Schiedsrichter: H. Elsaied, Y. Elsaied |

| 26. Juni 2022 16:30 Uhr | Südkorea                      | 35:28        | Italien                     | Dvorana Golovec, Celje Zuschauer: 100 Schiedsrichter: al-Zayyat, Awwad |
| 26. Juni 2022 16:30 Uhr | meiste Tore: Lee Yeon-song 11 | (16:17)      | meiste Tore: Giulia Fabbo 8 | Dvorana Golovec, Celje Zuschauer: 100 Schiedsrichter: al-Zayyat, Awwad |
| 26. Juni 2022 16:30 Uhr | Strafen: 1× 4×                | Spielbericht | Strafen: 2×                 | Dvorana Golovec, Celje Zuschauer: 100 Schiedsrichter: al-Zayyat, Awwad |

| 28. Juni 2022 12:30 Uhr | Italien                       | 21:23        | Brasilien                         | Dvorana Tri lilije, Laško Zuschauer: 30 Schiedsrichter: Almawt, Marhoon |
| 28. Juni 2022 12:30 Uhr | meiste Tore: Luisella Podda 6 | (13:10)      | meiste Tore: Maryanna Ferreira 10 | Dvorana Tri lilije, Laško Zuschauer: 30 Schiedsrichter: Almawt, Marhoon |
| 28. Juni 2022 12:30 Uhr | Strafen: 2× 1×                | Spielbericht | Strafen: 4× 1×                    | Dvorana Tri lilije, Laško Zuschauer: 30 Schiedsrichter: Almawt, Marhoon |

| 28. Juni 2022 18:30 Uhr | Argentinien                   | 23:38        | Südkorea                   | Dvorana Tri lilije, Laško Zuschauer: 50 Schiedsrichter: Mikelić, Parađina |
| 28. Juni 2022 18:30 Uhr | meiste Tore: Dolores García 5 | (11:18)      | meiste Tore: Lee Yeon-song | Dvorana Tri lilije, Laško Zuschauer: 50 Schiedsrichter: Mikelić, Parađina |
| 28. Juni 2022 18:30 Uhr | Strafen: 1× 2× 1×             | Spielbericht | Strafen: 3×                | Dvorana Tri lilije, Laško Zuschauer: 50 Schiedsrichter: Mikelić, Parađina |

### Gruppe III
| Pl. | Land     | Sp. | S | U | N | Tore     | Diff. | Punkte |
| --- | -------- | --- | - | - | - | -------- | ----- | ------ |
| 1.  | Rumänien | 3   | 3 | 0 | 0 | 0110:550 | +55   | 6      |
| 2.  | Litauen  | 3   | 2 | 0 | 1 | 091:660  | +25   | 4      |
| 3.  | Chile    | 3   | 1 | 0 | 2 | 063:1030 | −40   | 2      |
| 4.  | Mexiko   | 3   | 0 | 0 | 3 | 068:1080 | −40   | 0      |

| 27. Juni 2022 14:30 Uhr | Rumänien                                     | 39:18        | Mexiko                                | Zlatorog Arena, Celje Zuschauer: 50 Schiedsrichter: Mahmoud, Elbeltagy |
| 27. Juni 2022 14:30 Uhr | meiste Tore: Alexandra-Gabriela Dumitrașcu 9 | (21:10)      | meiste Tore: Jennifer Verdugo Vejar 7 | Zlatorog Arena, Celje Zuschauer: 50 Schiedsrichter: Mahmoud, Elbeltagy |
| 27. Juni 2022 14:30 Uhr | Strafen: 2× 1×                               | Spielbericht | Strafen: 3× 1×                        | Zlatorog Arena, Celje Zuschauer: 50 Schiedsrichter: Mahmoud, Elbeltagy |

| 27. Juni 2022 16:30 Uhr | Chile                            | 15:33        | Litauen                                                   | Zlatorog Arena, Celje Zuschauer: 50 Schiedsrichter: Praštalo, Balvan |
| 27. Juni 2022 16:30 Uhr | meiste Tore: 3 Spielerinnen je 3 | (8:14)       | meiste Tore: Silvija Mackonytė, Vakarė Damulevičiūtė je 5 | Zlatorog Arena, Celje Zuschauer: 50 Schiedsrichter: Praštalo, Balvan |
| 27. Juni 2022 16:30 Uhr | Strafen: 3×                      | Spielbericht | Strafen: 1×                                               | Zlatorog Arena, Celje Zuschauer: 50 Schiedsrichter: Praštalo, Balvan |

| 28. Juni 2022 14:30 Uhr | Rumänien                                      | 42:17        | Chile                          | Dvorana Tri lilije, Laško Zuschauer: 50 Schiedsrichter: Conberse, Correa |
| 28. Juni 2022 14:30 Uhr | meiste Tore: Alexandra-Gabriela Dumitrașcu 10 | (21:9)       | meiste Tore: Catalina Gálvez 7 | Dvorana Tri lilije, Laško Zuschauer: 50 Schiedsrichter: Conberse, Correa |
| 28. Juni 2022 14:30 Uhr | Strafen: 1×                                   | Spielbericht | Strafen: 1×                    | Dvorana Tri lilije, Laško Zuschauer: 50 Schiedsrichter: Conberse, Correa |

| 28. Juni 2022 16:30 Uhr | Litauen                                              | 38:22        | Mexiko                                | Dvorana Tri lilije, Laško Zuschauer: 50 Schiedsrichter: B. Correa, R. Correa |
| 28. Juni 2022 16:30 Uhr | meiste Tore: Dominyka Andronik, Agnė Gudlinkytė je 6 | (24:10)      | meiste Tore: Jennifer Verdugo Vejar 8 | Dvorana Tri lilije, Laško Zuschauer: 50 Schiedsrichter: B. Correa, R. Correa |
| 28. Juni 2022 16:30 Uhr |                                                      | Spielbericht | Strafen: 4×                           | Dvorana Tri lilije, Laško Zuschauer: 50 Schiedsrichter: B. Correa, R. Correa |

### Gruppe IV
| Pl. | Land               | Sp. | S | U | N | Tore     | Diff. | Punkte |
| --- | ------------------ | --- | - | - | - | -------- | ----- | ------ |
| 1.  | Polen              | 3   | 3 | 0 | 0 | 0112:680 | +44   | 6      |
| 2.  | Österreich         | 3   | 2 | 0 | 1 | 0100:610 | +39   | 4      |
| 3.  | Kasachstan         | 3   | 1 | 0 | 2 | 077:1070 | −30   | 2      |
| 4.  | Vereinigte Staaten | 3   | 0 | 0 | 3 | 050:1030 | −53   | 0      |

| 27. Juni 2022 14:30 Uhr | Polen                             | 38:27        | Kasachstan                          | Dvorana Golovec, Celje Zuschauer: 40 Schiedsrichter: Mikelić, Parađina |
| 27. Juni 2022 14:30 Uhr | meiste Tore: Julia Niewiadomska 9 | (17:14)      | meiste Tore: Zhanerke Seitkassym 10 | Dvorana Golovec, Celje Zuschauer: 40 Schiedsrichter: Mikelić, Parađina |
| 27. Juni 2022 14:30 Uhr | Strafen: 1× 4×                    | Spielbericht | Strafen: 2×                         | Dvorana Golovec, Celje Zuschauer: 40 Schiedsrichter: Mikelić, Parađina |

| 27. Juni 2022 16:30 Uhr | Österreich                      | 34:6         | Vereinigte Staaten                             | Dvorana Golovec, Celje Zuschauer: 50 Schiedsrichter: Budzák, Zahradník |
| 27. Juni 2022 16:30 Uhr | meiste Tore: Kristina Dramac 11 | (20:6)       | meiste Tore: Julia Rienhardt, Eden Nesper je 2 | Dvorana Golovec, Celje Zuschauer: 50 Schiedsrichter: Budzák, Zahradník |
| 27. Juni 2022 16:30 Uhr | Strafen: 1×                     | Spielbericht | Strafen: 1×                                    | Dvorana Golovec, Celje Zuschauer: 50 Schiedsrichter: Budzák, Zahradník |

| 28. Juni 2022 10:30 Uhr | Österreich                     | 27:37        | Polen                                                 | Dvorana Golovec, Celje Zuschauer: 30 Schiedsrichter: Praštalo, Balvan |
| 28. Juni 2022 10:30 Uhr | meiste Tore: Kristina Dramac 8 | (16:19)      | meiste Tore: Daria Grobelna, Michalina Pastuszka je 6 | Dvorana Golovec, Celje Zuschauer: 30 Schiedsrichter: Praštalo, Balvan |
| 28. Juni 2022 10:30 Uhr | Strafen: 3×                    | Spielbericht | Strafen: 1×                                           | Dvorana Golovec, Celje Zuschauer: 30 Schiedsrichter: Praštalo, Balvan |

| 28. Juni 2022 12:30 Uhr | Kasachstan                                                | 32:30        | Vereinigte Staaten         | Dvorana Tri lilije, Laško Zuschauer: 20 Schiedsrichter: Mahmoud, Elbeltagy |
| 28. Juni 2022 12:30 Uhr | meiste Tore: Zhanerke Seitkassym, Xeniya Pupchenkova je 8 | (14:16)      | meiste Tore: Daisy Licea 7 | Dvorana Tri lilije, Laško Zuschauer: 20 Schiedsrichter: Mahmoud, Elbeltagy |
| 28. Juni 2022 12:30 Uhr | Strafen: 4×                                               | Spielbericht | Strafen: 1× 6×             | Dvorana Tri lilije, Laško Zuschauer: 20 Schiedsrichter: Mahmoud, Elbeltagy |

### Platzierungsrunde
Sofern die Spiele der Platzierungsrunde am Ende der regulären Spielzeit nicht entschieden waren, erfolgte ein Siebenmeterwerfen.

#### Spiele um Platz 17–20
| 30. Juni 2022 12:00 Uhr | Slowakei                           | 30:31        | Rumänien                           | Zlatorog Arena, Celje Zuschauer: 25 Schiedsrichter: Mikelić, Parađina |
| 30. Juni 2022 12:00 Uhr | meiste Tore: Diana Mária Vargová 6 | (15:17)      | meiste Tore: Mălina Ioana Bichir 7 | Zlatorog Arena, Celje Zuschauer: 25 Schiedsrichter: Mikelić, Parađina |
| 30. Juni 2022 12:00 Uhr | Strafen: 1× 2×                     | Spielbericht | Strafen: 4×                        | Zlatorog Arena, Celje Zuschauer: 25 Schiedsrichter: Mikelić, Parađina |

| 30. Juni 2022 12:30 Uhr | Südkorea                  | 26:28        | Polen                             | Dvorana Tri lilije, Laško Zuschauer: 50 Schiedsrichter: Mahmoud, Elbeltagy |
| 30. Juni 2022 12:30 Uhr | meiste Tore: Ji Eun-hye 8 | (16:13)      | meiste Tore: Julia Niewiadomska 9 | Dvorana Tri lilije, Laško Zuschauer: 50 Schiedsrichter: Mahmoud, Elbeltagy |
| 30. Juni 2022 12:30 Uhr | Strafen: 3×               | Spielbericht | Strafen: 3× 1×                    | Dvorana Tri lilije, Laško Zuschauer: 50 Schiedsrichter: Mahmoud, Elbeltagy |

##### Spiel um Platz 17
| 1. Juli 2022 12:00 Uhr | Rumänien                        | 22:23        | Polen                                                  | Zlatorog Arena, Celje Zuschauer: 30 Schiedsrichter: Praštalo, Balvan |
| 1. Juli 2022 12:00 Uhr | meiste Tore: Diana Lixăndroiu 7 | (14:14)      | meiste Tore: Nikola Głębocka, Michalina Pastuszka je 5 | Zlatorog Arena, Celje Zuschauer: 30 Schiedsrichter: Praštalo, Balvan |
| 1. Juli 2022 12:00 Uhr | Strafen: 1× 5× 1×               | Spielbericht | Strafen: 2× 5× 1×                                      | Zlatorog Arena, Celje Zuschauer: 30 Schiedsrichter: Praštalo, Balvan |

##### Spiel um Platz 19
| 1. Juli 2022 12:00 Uhr | Slowakei                         | 31:36        | Südkorea                   | Dvorana Golovec, Celje Zuschauer: 50 Schiedsrichter: Conberse, Correa |
| 1. Juli 2022 12:00 Uhr | meiste Tore: Alena Dvorščáková 6 | (15:15)      | meiste Tore: JI Eun-hye 11 | Dvorana Golovec, Celje Zuschauer: 50 Schiedsrichter: Conberse, Correa |
| 1. Juli 2022 12:00 Uhr | Strafen: 4×                      | Spielbericht | Strafen: 1× 2×             | Dvorana Golovec, Celje Zuschauer: 50 Schiedsrichter: Conberse, Correa |

#### Spiele um Platz 21–24
Österreich zog seine Mannschaft am 28. Juni 2022 aufgrund mehrerer positiver COVID-19-Fälle zurück. Aufgrund dessen werden sämtliche Partien mit österreichischer Beteiligung mit 10:0 für die gegnerische Mannschaft gewertet.
| 30. Juni 2022 | Brasilien | 10:0 | Österreich |  |
| 30. Juni 2022 |           |      |            |  |
| 30. Juni 2022 |           |      |            |  |

| 30. Juni 2022 12:30 Uhr | Guinea                                             | 27:41        | Litauen                              | Dvorana Tri lilije, Laško Zuschauer: 50 Schiedsrichter: A. Konjičanin, D. Konjičanin |
| 30. Juni 2022 12:30 Uhr | meiste Tore: Kadiatou Sankhon, M’mah Kourouma je 8 | (12:20)      | meiste Tore: Gabija Pilikauskaitė 10 | Dvorana Tri lilije, Laško Zuschauer: 50 Schiedsrichter: A. Konjičanin, D. Konjičanin |
| 30. Juni 2022 12:30 Uhr | Strafen: 4×                                        | Spielbericht | Strafen: 2×                          | Dvorana Tri lilije, Laško Zuschauer: 50 Schiedsrichter: A. Konjičanin, D. Konjičanin |

##### Spiel um Platz 21
| 1. Juli 2022 10:00 Uhr | Litauen                          | 27:26        | Brasilien                        | Zlatorog Arena, Celje Zuschauer: 45 Schiedsrichter: al-Zayyat, Awwad |
| 1. Juli 2022 10:00 Uhr | meiste Tore: Silvija Mackonytė 9 | (13:13)      | meiste Tore: Maryanna Ferreira 8 | Zlatorog Arena, Celje Zuschauer: 45 Schiedsrichter: al-Zayyat, Awwad |
| 1. Juli 2022 10:00 Uhr | Strafen: 2×                      | Spielbericht | Strafen: 4× 1×                   | Zlatorog Arena, Celje Zuschauer: 45 Schiedsrichter: al-Zayyat, Awwad |

##### Spiel um Platz 23
| 1. Juli 2022 | Guinea | 10:0 | Österreich |  |
| 1. Juli 2022 |        |      |            |  |
| 1. Juli 2022 |        |      |            |  |

#### Spiele um Platz 25–28
| 30. Juni 2022 16:30 Uhr | Indien                        | 32:29        | Chile                            | Dvorana Tri lilije, Laško Zuschauer: 30 Schiedsrichter: Almawt, Marhoon |
| 30. Juni 2022 16:30 Uhr | meiste Tore: Bhawana Sharma 8 | (18:14)      | meiste Tore: 4 Spielerinnen je 5 | Dvorana Tri lilije, Laško Zuschauer: 30 Schiedsrichter: Almawt, Marhoon |
| 30. Juni 2022 16:30 Uhr | Strafen: 3×                   | Spielbericht | Strafen: 2× 3×                   | Dvorana Tri lilije, Laško Zuschauer: 30 Schiedsrichter: Almawt, Marhoon |

| 30. Juni 2022 18:30 Uhr | Argentinien                    | 43:20        | Kasachstan                         | Dvorana Tri lilije, Laško Zuschauer: 20 Schiedsrichter: al-Zayyat, Awwad |
| 30. Juni 2022 18:30 Uhr | meiste Tore: Morena Corvalan 7 | (21:10)      | meiste Tore: Zhanerke Seitkassym 6 | Dvorana Tri lilije, Laško Zuschauer: 20 Schiedsrichter: al-Zayyat, Awwad |
| 30. Juni 2022 18:30 Uhr | Strafen: 1× 2×                 | Spielbericht | Strafen: 1×                        | Dvorana Tri lilije, Laško Zuschauer: 20 Schiedsrichter: al-Zayyat, Awwad |

##### Spiel um Platz 25
| 1. Juli 2022 16:30 Uhr | Indien                         | 30:41        | Argentinien                   | Dvorana Tri lilije, Laško Zuschauer: 38 Schiedsrichter: Lee E., Lee G. |
| 1. Juli 2022 16:30 Uhr | meiste Tore: Bhawana Sharma 10 | (12:19)      | meiste Tore: Martina Romero 8 | Dvorana Tri lilije, Laško Zuschauer: 38 Schiedsrichter: Lee E., Lee G. |
| 1. Juli 2022 16:30 Uhr | Strafen: 2×                    | Spielbericht | Strafen: 3×                   | Dvorana Tri lilije, Laško Zuschauer: 38 Schiedsrichter: Lee E., Lee G. |

##### Spiel um Platz 27
| 1. Juli 2022 18:30 Uhr | Chile                           | 25:24        | Kasachstan                    | Dvorana Tri lilije, Laško Zuschauer: 50 Schiedsrichter: C. Hannes, D. Hannes |
| 1. Juli 2022 18:30 Uhr | meiste Tore: Valeria Carrasco 5 | (15:10)      | meiste Tore: Yelena Berenda 8 | Dvorana Tri lilije, Laško Zuschauer: 50 Schiedsrichter: C. Hannes, D. Hannes |
| 1. Juli 2022 18:30 Uhr | Strafen: 1× 4×                  | Spielbericht | Strafen: 1× 2×                | Dvorana Tri lilije, Laško Zuschauer: 50 Schiedsrichter: C. Hannes, D. Hannes |

#### Spiele um Platz 29–32
| 30. Juni 2022 10:00 Uhr | Iran                           | 46:25        | Mexiko                                                                  | Dvorana Golovec, Celje Zuschauer: 60 Schiedsrichter: Sekulić, Jovandić |
| 30. Juni 2022 10:00 Uhr | meiste Tore: Haniyeh Karimi 14 | (18:11)      | meiste Tore: Fabiola Ibarra Salazar, Andrea Mariana Sánchez Garcia je 5 | Dvorana Golovec, Celje Zuschauer: 60 Schiedsrichter: Sekulić, Jovandić |
| 30. Juni 2022 10:00 Uhr | Strafen: 3×                    | Spielbericht | Strafen: 5×                                                             | Dvorana Golovec, Celje Zuschauer: 60 Schiedsrichter: Sekulić, Jovandić |

| 30. Juni 2022 12:00 Uhr | Italien                          | 36:17        | Vereinigte Staaten       | Dvorana Tri lilije, Laško Zuschauer: 60 Schiedsrichter: Conberse, Correa |
| 30. Juni 2022 12:00 Uhr | meiste Tore: Giorgia Meneghini 7 | (15:8)       | meiste Tore: Eden Nesper | Dvorana Tri lilije, Laško Zuschauer: 60 Schiedsrichter: Conberse, Correa |
| 30. Juni 2022 12:00 Uhr | Strafen: 2×                      | Spielbericht | Strafen: 1× 2×           | Dvorana Tri lilije, Laško Zuschauer: 60 Schiedsrichter: Conberse, Correa |

##### Spiel um Platz 29
| 1. Juli 2022 10:00 Uhr | Iran                             | 20:35        | Italien                                       | Dvorana Golovec, Celje Zuschauer: 30 Schiedsrichter: Sosa, Lemes |
| 1. Juli 2022 10:00 Uhr | meiste Tore: 3 Spielerinnen je 4 | (10:19)      | meiste Tore: Osarosemwen Bevelyn Eghianruwa 7 | Dvorana Golovec, Celje Zuschauer: 30 Schiedsrichter: Sosa, Lemes |
| 1. Juli 2022 10:00 Uhr | Strafen: 1×                      | Spielbericht |                                               | Dvorana Golovec, Celje Zuschauer: 30 Schiedsrichter: Sosa, Lemes |

##### Spiel um Platz 31
| 1. Juli 2022 14:00 Uhr | Mexiko                                      | 26:28        | Vereinigte Staaten        | Dvorana Golovec, Celje Zuschauer: 50 Schiedsrichter: Faraj, Taqi |
| 1. Juli 2022 14:00 Uhr | meiste Tore: Brenda Estefania Govea Ramón 6 | (8:11)       | meiste Tore: Emma Ready 9 | Dvorana Golovec, Celje Zuschauer: 50 Schiedsrichter: Faraj, Taqi |
| 1. Juli 2022 14:00 Uhr | Strafen: 1× 3×                              | Spielbericht | Strafen: 2×               | Dvorana Golovec, Celje Zuschauer: 50 Schiedsrichter: Faraj, Taqi |

## All-Star-Team
| Roos Daleman |                            | Kaja Røhne         |               | Clara Bergsten |
|              | Martine Kårigstad Andersen |                    | Sora Ishikawa |                |
|              |                            | Blanka Kajdon      |               |                |
|              |                            | June Cecilie Krogh |               |                |

## Torschützenliste
| Platz | Spieler             | Team        | Tore | Spiele |
| ----- | ------------------- | ----------- | ---- | ------ |
| 1.    | Charlotte Cholevová | Tschechien  | 62   | 7      |
| 1.    | Kim Molenaar        | Niederlande | 62   | 8      |
| 3.    | Bhawana Sharma      | Indien      | 58   | 7      |
| 4.    | Nađa Kadović        | Montenegro  | 50   | 7      |
| 5.    | Kristina Dramac     | Österreich  | 49   | 5      |
| 6.    | Lee Yeon-song       | Südkorea    | 47   | 7      |
| 7.    | Sora Ishikawa       | Japan       | 46   | 7      |
| 8.    | Nina Engel          | Deutschland | 44   | 8      |
| 8.    | Tabea Schmid        | Schweiz     | 44   | 8      |
| 8.    | Ji Eun-hye          | Südkorea    | 44   | 7      |
| 8.    | Edin Novak          | Slowenien   | 44   | 7      |